# جامع قرجي

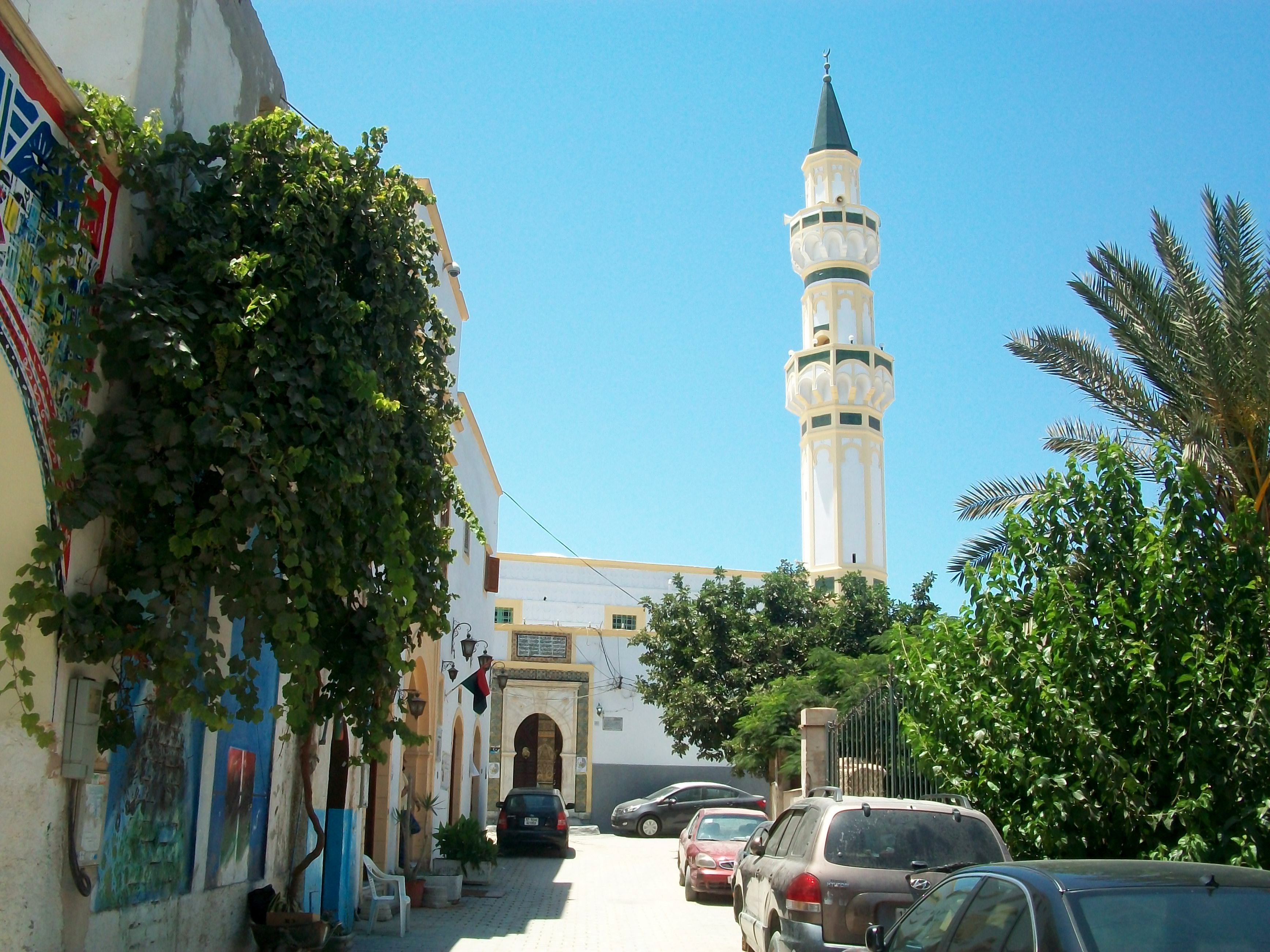
الجامع من الخارج.

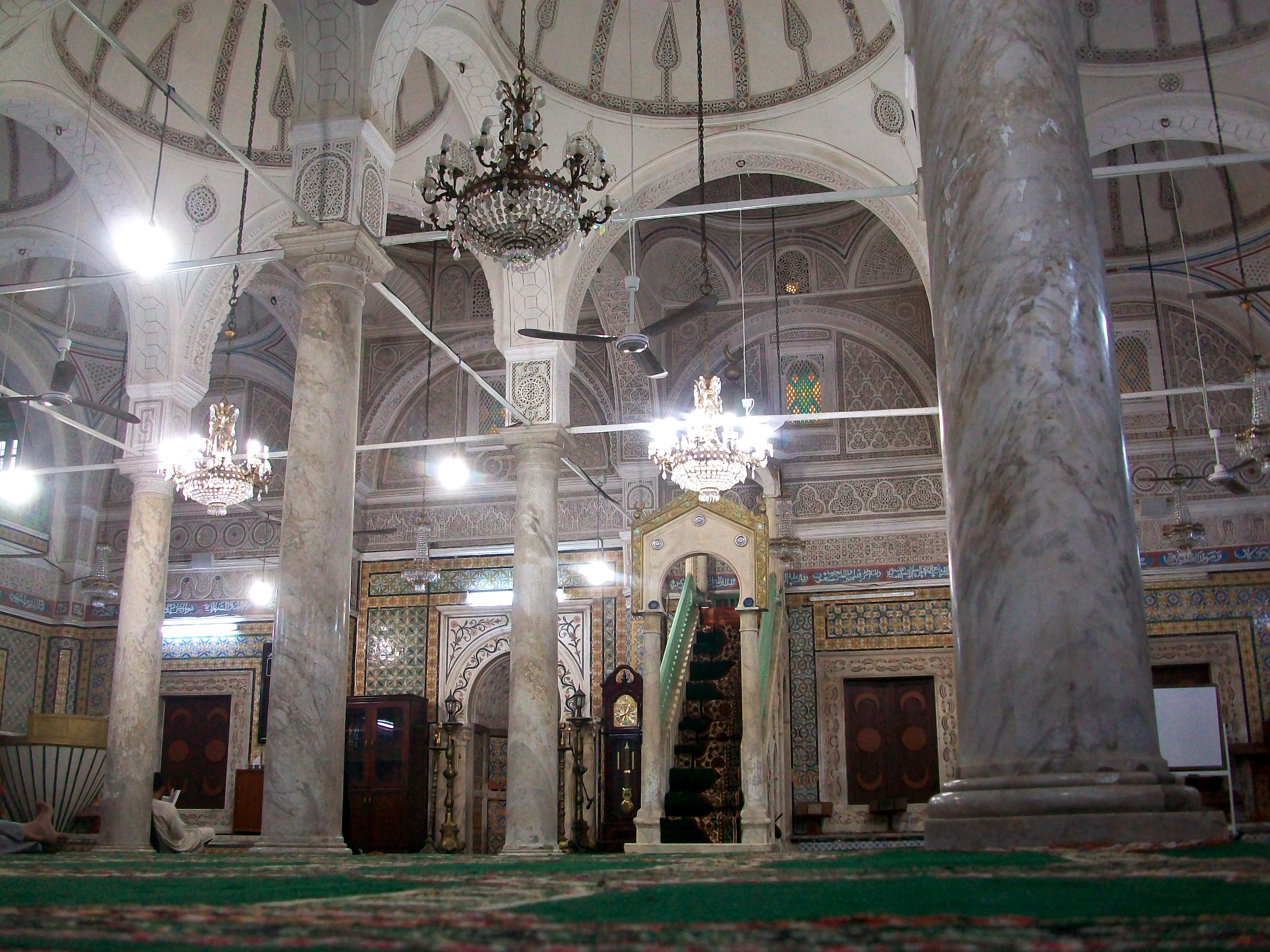
الجامع من الداخل.

جامع قرجي أحد أقدم المساجد في العاصمة الليبية طرابلس. يقع في وسط المدينة القديمة ويشكل جزء من مجمع المبان القديمة والأثرية في المدينة القديمة. يجذب الجامع أعدادا من السياح كما أنه يجاور قوس ماركوس أوريليوس في طرابلس.
تم إنشاء هذا الجامع في العام 1834 من قبل مصطفى قرجي والذي كان يشغل منصب رئيس المرسى البحري، كما كان صهرا لوالي طرابلس يوسف باشا القره مانللي (حكم بين 1795-1832)، والذي كان من المقربين إليه.

## الشكل المعماري
تأثر بناء الجامع تأثراً واضحاً بالفن المعماري الأوروبي كاستخدام الرخام المطعم وأنواع البلاطات التي تغطي جدرانه من الخارج والداخل.
بني الجامع على أرض مربعة الشكل وله واجهتان قبالة قوس ماركوس أوريليوس والأخرى قبالة شارع الأكواش. أما مئذنة الجامع فيصل ارتفاعها إلى 25 مترا وتتميز بطابعها الفني المعماري من صومعة خضراء ورخام أخضر بارز عبر شرفتيها.
بيت الصلاة في الجامع يوجد له ثلاثة أبواب رئيسية مقوسة الشكل مزينة بالرخام والنحوت البارزة على شكل ورود. ويوجد ببيت الصلاة تسعة أعمدة رخامية طويلة تيجانها ذات شكل العمارة التوسكانية المجددة، وفي أعلاها 15 قبة مزينة بالزخارف والرسومات والآيات القرآنية بخط أندلسي. في حين زينت جدران المسجد بأشكال هندسية ونباتات وأزهار مختلفة.
يوجد في صحن المسجد مرافق البناء من دورات مياه وأماكن توضئ المصلين، إضافة للمقبرة التي دفن بها مصطفى قرجي.